# Villa Española (barrio)
Villa Española es un barrio ubicado al centro del departamento de Montevideo y al centro-este de la ciudad homónima. Limita con los barrios Maroñas (al este), La Unión (al sur), Simón Bolívar (al oeste), Pérez Castellanos (al oeste), Ituzaingó (al norte) y Flor de Maroñas (al noreste). 

## Historia
Villa Española obtuvo su nombre debido a que fue un lugar elegido por inmigrantes españoles para asentarse en Montevideo, a principios del siglo XX. En enero de 1906 Jaime Meso, por cuenta de la Sociedad de Fomento Industrial, inaugura el barrio Villa Española.
En la década de 1930 se fundó FUNSA, la fábrica que moldeó la identidad en esa zona cuando se creó (y también cuando cerró). Dicen que llegó a emplear a 1.500 personas, todas de Villa Española.[cita requerida]
Otro negocio que también dio trabajo y forma al barrio fue la primera fábrica y matadero de porcinos “El Progreso”, de los hermanos Cristiani ubicada sobre la calle Corrales.

## Personalidades del barrio
Hicieron sus primeras apariciones personajes como Carlitos Roldán, Mario Rivero y una orquesta dirigida por un tanito jovencito de apellido Racciatti. El mismo que compusiera un tema titulado “Peña Andaluza”, en recuerdo y homenaje a toda esa colectividad española que mucho lo apoyó en sus lejanos comienzos. Así surgieron certámenes de cantantes y orquestas de tango realizados en el corazón de la Villa. Desde ese pintoresco sitio se trasmitieron muchas audiciones especiales del programa “Caramelos Surtidos”. En este barrio vivió el reconocido futbolista Obdulio Varela, campeón mundial con la Selección Uruguaya de Fútbol de 1950, hecho histórico conocido como el Maracanazo También nació y lo mencionó en sus canciones, el cantante  de murga y tango, el Canario Luna.
También del barrio fue el boxeador Alfredo Evangelista quien supo entrenar en los clubes del barrio. Otra personalidad que vivió y se crio en Villa Española fue la actual intendenta de Montevideo Carolina Cosse. 

## Identificaciones deportivas y culturales
Dentro del límite entre Villa Española y el barrio Simón Bolívar, se ubicaba el recinto deportivo Estadio Dr. Héctor A. Grauert, más conocido como Cilindro Municipal. Este recinto sufrió un incendio devastador, lo cual derivó en su demolición controlada en mayo de 2014. En ese mismo lugar se construyó un centro de espectáculos llamado Antel Arena que se inauguró a fines de 2018. 
A nivel deportivo, el barrio es representado por un equipo de fútbol, boxeo, atletismo (Club Social y Deportivo Villa Española) aunque su estadio se ubique, en realidad, dentro del barrio Guaraní. También se encuentra dentro del barrio el Club Atlético Platense (Pernas 2898), dedicado a la práctica deportiva y que también lo representa en los torneos de la AUF. De todas formas, el club Villa Española trabaja para generar un sentido de pertenencia, por eso para los 80 años del club un grupo de hinchas realizó una versión de su himno, entre las que se encuentra la siguiente estrofa: "...Barrio de mi alma cubierto por las flores, de mil colores refugio de amistad, este es mi barrio que lindo que lo veo, flor de Montevideo orgullo nacional". Por otra parte, en un sentido cultural, se representa al barrio a través de una comparsa, llamada "Mandinga" y una murga de niños llamada "Los pepinitos" (originaria de la Unión pero en 2019 se fueron a Villa Española)